# Caritó (metge)
Caritó (en llatí Chariton, en grec antic Χαρίτων) va ser un oculista grec del segle ii aC o potser una mica abans. Una de les seves fórmules mèdiques és mencionada per Galè i també per Aeci. El seu nom també apareix en una inscripció.